# ツガミ
株式会社ツガミ（英: Tsugami Corporation）は、東京都中央区に本部を置く工作機械製造会社である。主力工場を新潟県長岡市に置く他、新潟県新潟市にも工場を構える。JPX日経中小型株指数の構成銘柄の一つ。

## 沿革
- 1923年（大正12年） - 津上退助（1893年 - 1974年）が東京でゲージブロックの研究を始める。
- ゲージブロックの生産するため、新潟県長岡市に「津上製作所」を設立、1939年頃から工作機械の製造を始める。
- 戦後の工作機械製造禁止令下ではミシンなどを生産した。
- 1949年（昭和24年）5月 - 東京証券取引所、大阪証券取引所、新潟証券取引所上場。
- 1970年（昭和45年）11月 - 社名を「津上」に変更。
- 1982年（昭和57年）10月 - 現社名に変更。
- 2003年（平成15年）9月 - 津上精密机床（浙江）有限公司を設立。
- 2007年（平成19年）11月 - 欧州現地法人 TSUGAMI GmbH を設立（現TSUGAMI EUROPE GmbH）。
- 2010年（平成22年）2月 - 韓国現地法人 TSUGAMI KOREA Co., Ltd.を設立。
- 2010年（平成22年）11月 - 浙江品川精密機械有限公司を設立。
- 2011年（平成23年）4月 - インドにTSUGAMI PRECISION ENGINEERING INDIA PRIVATE LIMITEDを設立。
- 2012年（平成24年）3月 - シンガポールにTSUGAMI Universal Pte. Ltd.を設立。
- 2013年（平成25年）7月 - 津上精密機床(中國)有限公司 を設立。
- 2013年（平成25年）9月 - 津上精密機床(香港)有限公司 を設立。
- 2017年（平成29年）9月 - 津上精密機床（中國）有限公司が香港証券取引所メインボードに上場。

## 主な製品
- 自動旋盤
  - CNC自動旋盤
  - CNC旋盤
- ターニングセンタ
- マシニングセンタ
- 研削盤
- 転造盤

## スイス式自動旋盤
しばしば「ピーターマン型」とも呼ばれるスイス式自動旋盤の分野で、ツガミの製品は高い加工精度と機械剛性を持つ。だが、営業面では、日本国内における知名度・販売量共にシチズンマシナリーのシンコム（Cincom）に及ばず、後塵を拝している。
2000年（平成12年）には森精機製作所（現・DMG森精機）とヨーロッパでの自動旋盤の販売で提携を結んでいる。

## 過去に生産した製品
現在のツガミは工作機械の製造が事業の中心であるが、研究開発を重視した企業であり、過去には工作機械以外に多種多様な製品を開発、製造していた。
米国ATF社製のベントン母型彫刻機を国産化（1948年）
印刷活字の母型を高精度で彫刻するベントン母型彫刻機を国産化した。国内でベントン母型彫刻機を所有し、長期に渡って運用した企業は三省堂のみであったため、三省堂の協力を得て国産化した。（大蔵省印刷局も所有していたが、研究用だった） これは多くの活字メーカー、印刷所に導入され、活字印刷の品質を向上させた。
京都大学飛騨天文台の60cm反射望遠鏡を製造（1960年）
当初、花山天文台に設置され、その後、飛騨天文台に移設された。現在（2010年）でも主要観測機材のひとつとして運用され続けている。光学系はニュートン焦点とカセグレン焦点の兼用、架台は変形ドイツ式となっている。だが、ツガミによる天体望遠鏡の製造はこれ1台限りであった。
ツガミラマ（Tsugami-rama）の開発（1969年）
35mm 5パフォレーションのフィルムを使い、画角160°の魚眼レンズで16〜20mのドームスクリーンに投影するパノラマシステム。生駒山宇宙科学館など、国内数ヶ所に導入された。フライトシミュレータなどの応用も期待されたが、開発は中断された。